# Konebådsekspeditionen
 Der er for få eller ingen kildehenvisninger i denne artikel, hvilket er et problem. Du kan hjælpe ved at angive troværdige kilder til de påstande, som fremføres i artiklen.

 Konebådsekspeditionen  var en ekspedition til det nuværende Tasiilaq i Østgrønland, der i juli 1883 udgik fra Nanortalik under ledelse af Gustav Holm. Ekspeditionen rejste i 4 konebåde, ledsaget af syv mænd i kajak. Der var i alt 36 deltagere, hvoraf hovedparten var grønlandske kvinder og mænd fra Nanortalik.
Gustav Frederik Holm ledede konebådsekspeditionen sammen med Thomas Vilhelm Garde, botanikeren Peter Eberlin, geologen Hans Knutsen og 31 grønlændere ledet af kateket Johannes Hansen, som havde sin 16 årige nevø Johan Petersen med.
Navnet "konebåd" kom af, at isen ikke kunne brydes igennem af skibe, og gruppen roede derfor op langs østkysten med konebåde (umiakker), overvejende roet af kvinder, i de isfri kystområder.
Tidligere i 1752 havde Peder Olsen Walløe (en) og omkring 1830 Wilhelm August Graah uden held forsøgt at udforske området. I det første år nåede de 61. breddegrad og placerede et depot der, før de vendte tilbage til Nanortalik for at overvintre. De vendte tilbage året efter for at fordele sig på højderne ved Timmiarmiut, 300 km nord på Grønlands østkyst 300 km nord for Kap Farvel.
Mens Garde og Eberlin kortlagde sydøstkysten med dens talrige lange fjorde, rejste Holm, Knutsen og grønlænderne længere mod nord efter at have fået at vide, at der ville ligge en boplads. De nåede Tunumiit bopladsområdet, omkring 800 km nord for Kap Farvel i september 1884, som ligger i området hvor det nuværende Tasiilaq befinder sig. Vinteren blev anvendt til bl.a. etnografiske studier af den lokale befolkning på ca. 400 eskimoer, der aldrig tidligere havde set europæere. I sommeren 1885 vendte ekspeditionen tilbage til Nanortalik. Undervejs mødte Garde og Eberlin.
Ekspeditionens resultater kunne næppe undervurderes. Et fund var beviset på, at nordboernes Østerbygden var beboet af Grænlendingar, som man havde mistænkt for at bygden lå på Grønlands østkyst, ikke var der, men at det drejede sig om ruinerne i det sydlige Grønland, som havde været kendt i omkring 150 år.
Holms etnografiske beskrivelse af de for europæerne hidtil ukendte østgrønlændere anses for at være et af de første videnskabelige etnologiske værker om inuit sammen med Franz Boas og Hinrich Rinks værker, som blev skabt på samme tid og indledte en ny æra inden for Grønlandske og Arktiske Studier. Gustav Holm bragte adskillige genstande tilbage fra sin rejse, som han donerede til Nationalmuseet.
Ekspeditionens formål var opmåling af den østgrønlandske kyst, botaniske, geologiske og meteorologiske studier og hjembringelse af et betydeligt etnografisk materiale.
Et resultat af Konebådsekspeditionen var at den danske regering i 1894 besluttede at oprette en koloni i Tasiilaq for at forhindre en fuldstændig affolkning af Østgrønland. Tidligere ekspeditionsmedlem Johan Petersen blev udnævnt til den første koloniale administrator i kolonidistriktet.
Johannes Hansen havde fået gennemført en folketælling under ekspeditionen, hvorved 413 indbyggere blev talt. Østgrønlænderne var ofte vandret til Sydgrønland før. Folkevandringen nåede sit højdepunkt få år efter ekspeditionen i 1888. Da polarforskeren Carl Ryder var i Østgrønland i 1892, talte han kun 294 personer og i 1894 var der kun 243. Holm havde berettet, at Ammassalik kunne nås med skib i sensommeren.